# Alessandro Mazzara
Alessandro Mazzara (Erice, 5 maggio 2004) è uno skater italiano.

## Biografia
Nato nel 2004 a Erice, in provincia di Trapani, si è trasferito da bambino a Roma, avvicinandosi allo skateboard all'età di sei anni, allo skatepark di Cinecittà.
Nel 2017 è arrivato quinto nel park agli Europei di Malmö, in Svezia.
Ai Mondiali si è piazzato 34º a Nanchino 2018, in Cina, 15º nel park a San Paolo 2019, in Brasile, 16º a Sharja 2022, negli Emirati Arabi Uniti, e 12º a Roma 2023.
Nel 2019 ha vinto la medaglia di bronzo nel park ai primi Giochi mondiali sulla spiaggia, Doha, in Qatar, con il punteggio di 58,00, dietro allo statunitense Heimana Reynolds e al portoricano Steven Piñeiro. Nello stesso anno è stato campione italiano nel park.
Dopo essersi qualificato grazie al piazzamento tra i migliori 16 del ranking mondiale, a 17 anni ha partecipato ai Giochi olimpici di Tokyo 2020, tenutisi nel 2021, nel park, uscendo nelle semifinali, 12º con 65,25 come miglior punteggio, ottenuto nella seconda run (andavano in finale i primi otto).
Tre anni dopo, a 20 anni, ha preso di nuovo parte ai Giochi, quelli di Parigi 2024, sempre nel park, fermandosi nelle semifinali, 11º con 83,17 come miglior punteggio, ottenuto nella seconda run (andavano in finale i primi otto).

## Palmarès

### Giochi mondiali sulla spiaggia
- 1 medaglia:
  - 1 bronzo (Park a Doha 2019)